# Mapleton, Pennsylvania
Mapleton är en ort i Huntingdon County i delstaten Pennsylvania, USA.